# Mod perl
mod_perl to opcjonalny moduł przeznaczony dla serwera WWW Apache, pełniący rolę zakotwiczonego w jego obrębie interpretera języka Perl. Moduł pozwala na wykorzystanie Perla do generowania dynamicznej zawartości stron WWW bez konieczności każdorazowego uruchamiania interpretera Perla. Daje to znaczący wzrost wydajności.
mod_perl może emulować środowisko CGI dzięki czemu istniejące skrypty CGI napisane w Perlu mogą być dalej wykorzystywane. Moduł pozwala także na dynamiczną generację konfiguracji serwera Apache przy użyciu Perla